# Hokrana(B), Bidar
Hokrana(B) là một làng thuộc tehsil Bidar, huyện Bidar, bang Karnataka, Ấn Độ.